# La Côtes flygplats
La Côtes flygplats är en flygplats i Schweiz.   Den ligger i distriktet Nyon och kantonen Vaud, i den västra delen av landet, 110 km sydväst om huvudstaden Bern. La Côtes flygplats ligger 408 meter över havet. Den ligger vid sjön Genèvesjön.